# Elecciones estatales de Zacatecas de 2004
Las elecciones estatales de Zacatecas de 2004 se llevaron a cabo el domingo 4 de julio de 2004, y en ellas se renovaron los siguientes cargos de elección popular en el estado mexicano de Zacatecas:
- Gobernador de Zacatecas. Titular del Poder Ejecutivo del estado, electo para un periodo de seis años no reelegibles en ningún caso. La candidata electa fue Amalia García Medina.
- 57 ayuntamientos. Compuestos por un Presidente Municipal y regidores, electos para un periodo de tres años no reelegibles para el periodo inmediato.
- 30 diputados del Congreso del Estado. 18 electos por mayoría relativa en cada uno de los distritos electorales y 12 electos bajo el principio de representación proporcional.

## Resultados electorales

### Gobernador/a
|  | 14.6 % |

|  | 33.4 % |

|  | 46.4 % |

|  | 2.8 % |

|  | 2.9 % |

Fuente: Instituto de Mercadotecnia y Opinión

### Municipios
| Partido/Alianza | Partido/Alianza                       | Municipios |
| --------------- | ------------------------------------- | ---------- |
|                 | Partido Acción Nacional               | 5          |
|                 | Partido Revolucionario Institucional  | 16         |
|                 | Alianza por Zacatecas (PRI, PVEM, PT) | 3          |
|                 | Partido de la Revolución Democrática  | 29         |
|                 | Partido del Trabajo                   | 2          |
|                 | Partido Verde Ecologista de México    | 0          |
|                 | Convergencia                          | 0          |

Fuente: Instituto de Mercadotecnia y Opinión

#### Municipio de Zacatecas
- Gerardo Félix Domínguez  Hecho

#### Municipio de Fresnillo
- Rodolfo Monreal Ávila  Hecho

#### Municipio de Guadalupe
- Clemente Velázquez Medellín   Hecho

#### Municipio de Jerez
- Andrés Bermúdez Viramontes  Hecho

#### Municipio de Concepción del Oro
- Jesús Martínez Horta  Hecho

#### Municipio deGenaro Codina
- Jaime Arteaga Hernández   Hecho

#### Municipio de Sombrerete
- Juan Quiroz García  Hecho

#### Municipio de Río Grande
- Felipe de Jesús Badillo Ramírez  Hecho

### Diputados
| Partido/Alianza | Partido/Alianza                       | Distritos |
| --------------- | ------------------------------------- | --------- |
|                 | Partido Acción Nacional               | 1         |
|                 | Alianza por Zacatecas (PRI, PVEM, PT) | 5         |
|                 | Partido de la Revolución Democrática  | 12        |
|                 | Convergencia                          | 0         |

Fuente: Instituto de Mercadotecnia y Opinión